# دائرة زيامة منصورية
دائرة زيامة منصورية إحدى دوائر ولاية جيجل الجزائرية . عاصمتها هي بلدية زيامة منصورية وتضم بلديتي : 
- زيامة منصورية
- إيراقن

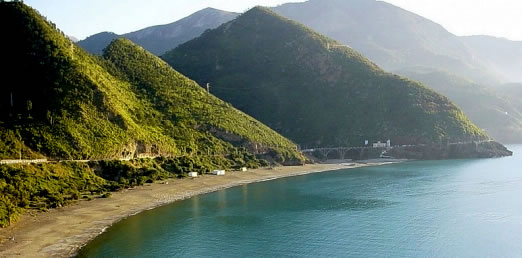
بلدية زيامة منصورية: الكورنيش الجيجلي.
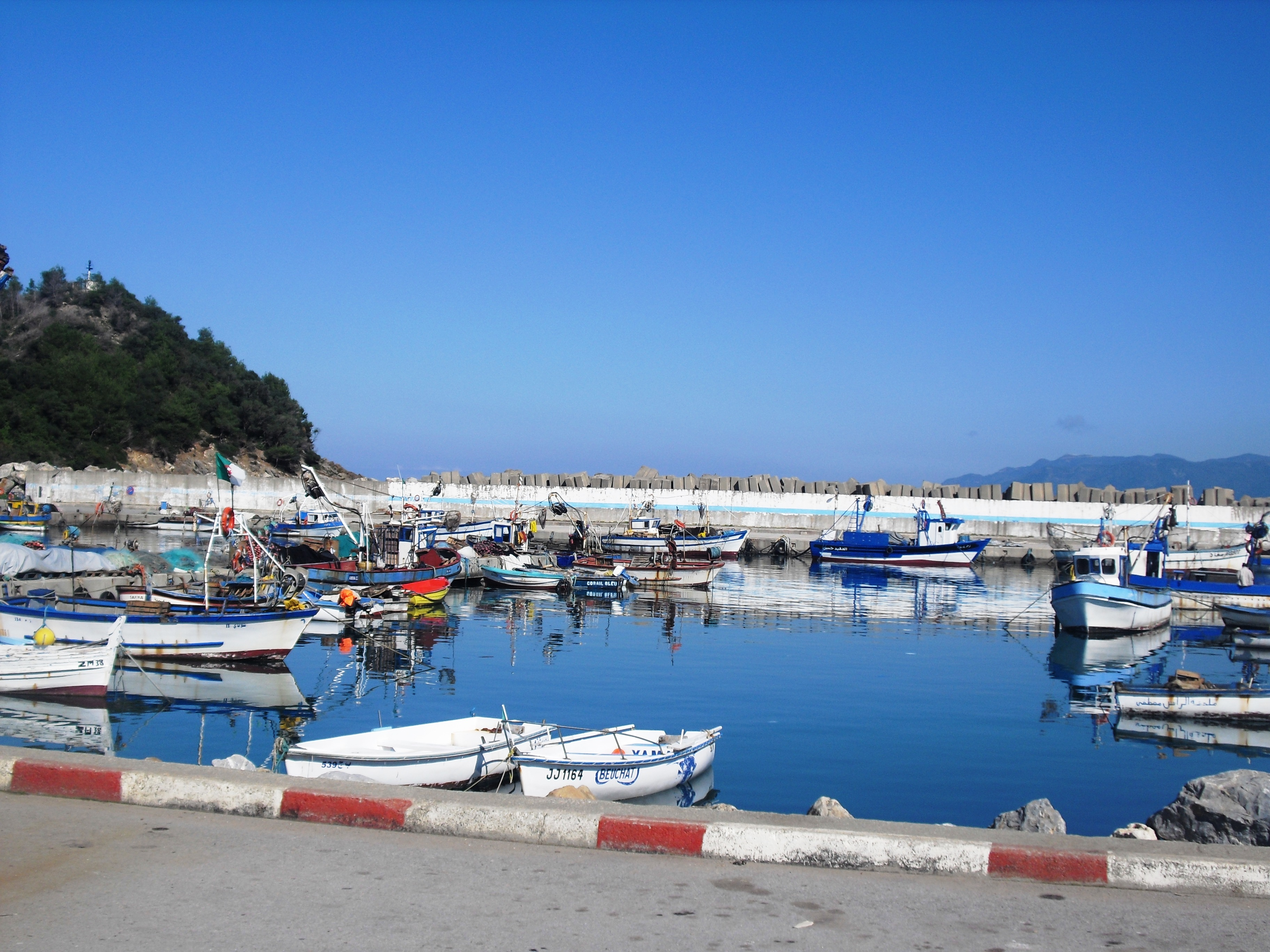
ميناء الصيد ببلدية زيامة منصورية (2011).
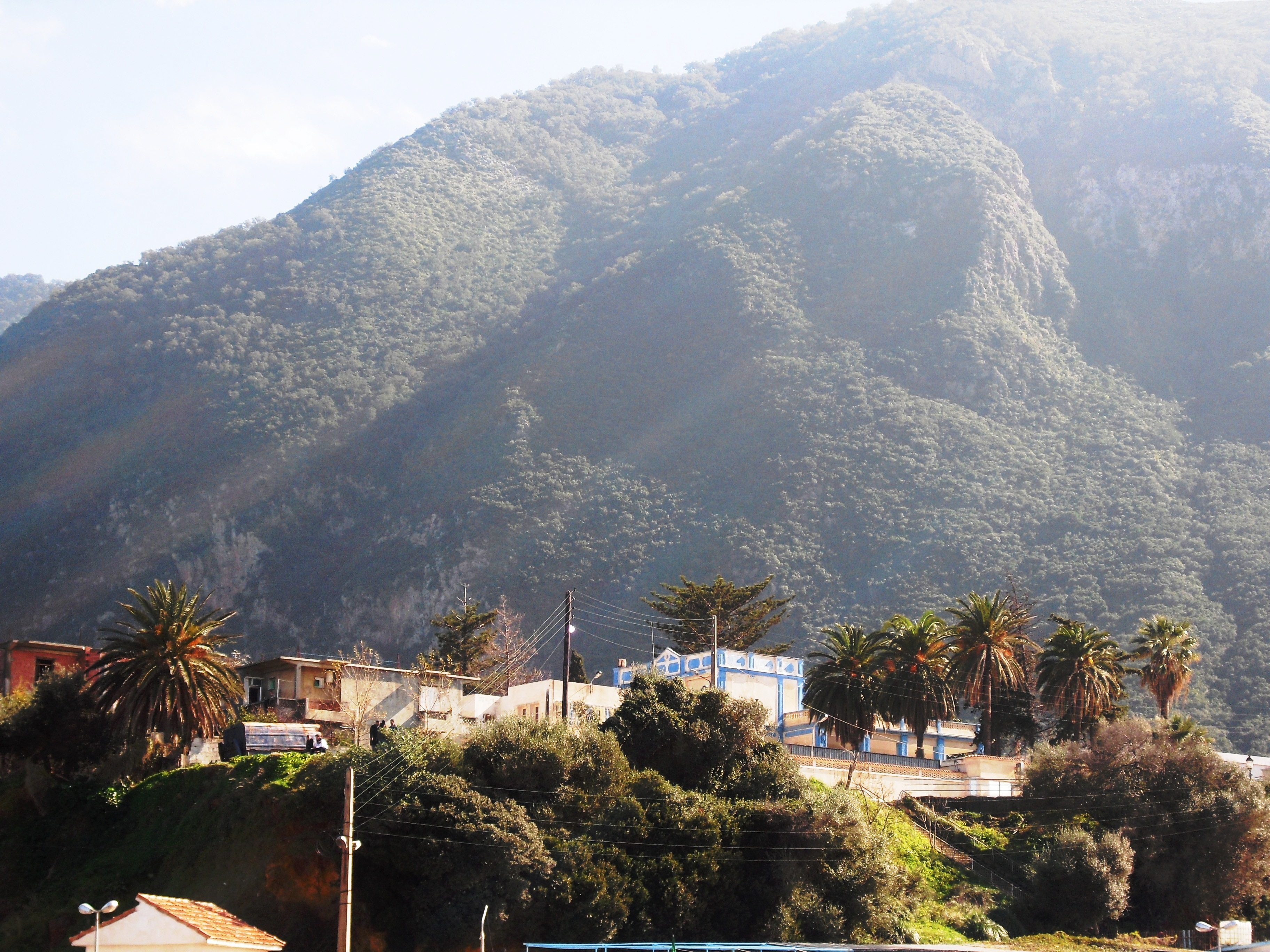
المركز الصحي لبلدية زيامة منصورية (2011).